# رابرت جی وان د گراف
رابرت جی وان د گراف (انگلیسی: Robert J. Van de Graaff؛ زاده ۲۰ دسامبر ۱۹۰۱ درگذشته ۱۶ ژانویهٔ ۱۹۶۷) فیزیک‌دان اهل ایالات متحده آمریکا بود. او مخترع مولدی است که به نام خود او شناخته می‌شود: مولد واندوگراف.